# Aphodiopsis latipes
Aphodiopsis latipes är en skalbaggsart som beskrevs av Renaud Maurice Adrien Paulian 1942. Aphodiopsis latipes ingår i släktet Aphodiopsis och familjen Aphodiidae. Inga underarter finns listade i Catalogue of Life.